# 封君
封君是中国战国时代诸侯国盛行的一种分封制，是封爵的一种。
当代研究者认为，战国时期的封君制是春秋时期分封卿大夫的延续。最早，楚国为卿大夫加公号。此时的“某公”，泛称为“县公”。春秋末年，出现君号。战国中期，各诸侯国君主称王，各国普通出现封君现象。
1982年相关文章统计，前475年至前221年期间，文献记载的各国封君约有百余人，有时间可考的88人。1992年相关文章提及，楚国封君有62名，赵国封君26名、秦国23名、魏国17名:69。当时，上层权贵成为封君有两个主要条件：一是计功受封，二是亲亲受封。此外，因个人名望和君主宠幸亦可封君。封君的名号分类以下几类：1.以采邑为号，有研究者认为这是楚国封君的定例:63；2.以原籍或发迹地为号；3.以功德为号；4.谥号；5.雅号。
楚汉战争时，项羽沿袭楚国制度，对重臣封臣，如英布受为当阳君。西汉时，如孔子后人封为褒成君、周朝王室后人封为周子南君。汉武帝尊外祖母臧兒为平原君，是为女性封君之始。此后有郡君、縣君、鄉君等女性封号。